# Ostrov Dynamit
Ostrov Dynamit aneb Revuální parodie o sedmnácti obrazech je 9. divadelní hra autorů Jana Wericha a Jiřího Voskovce v Osvobozeném divadle. Pro napsání této hry znovu oslovili skladatele Jaroslava Ježka, který se vrátil z ročního studijního pobytu v Paříži. Premiéra této hry byla 11. března 1930 v režii V+W, choreografie Joe Jenčík, kapelníci Jaroslav Ježek a Standa Parýzek, zpěvní a recitační sbory nastudovali I. Zora a B. Hrachovina, výprava a kostýmy František Zelenka

## Historie
Touto hrou se na tvorbu V+W usmálo štěstí. Po řadě ne příliš úspěšných her, poklesu návštěvnosti a reprízovosti došlo k velkému úspěchu, čemuž jistě přispěla i skvělá hudba Jaroslava Ježka, speciálně písně Tři strážníci, Tmavomodrý svět, Nejni…, Umča, umřa, tadada, Píseň o smutném gigolovi, balet Rhapsody in rhythm. Ostrov Dynamit navazoval na dojmy z dětské četby dobrodružných exotických románů, ale ještě více těžil z parodie amerického filmu. Dochází ale i na kritiku současných problémů, kterým V+W nemohli uniknout. Jeden z bílých kolonialistů se příznačně jmenuje Thomas Batha, ve hře zazní i zmínky o nezaměstnanosti a fašizmu, který se tehdy zdál ještě omezen jen na italské území a celá komedie spěla k závěrečnému vyvrcholení o ruském běženci, který skončil jako smutný gigolo. Ježek zde uplatnil svou nejmilovanější skladbu Tmavomodrý svět, v níž došlo k dokonalému splynutí hudby a textu. Foxtrot Tři strážníci se potom objevil i v jejich první zvukovém filmu Pudr a benzín, který natočili pro společnost Paramount.
Tuto hru později přetvořili i pro dětského diváka pod názvem Děti kapitána Bublase a dokonce i pro loutky pod názvem Robur dobyvatel.

## Osoby a premiérové obsazení
| Manihiki             | V. Trégl                                |
| Tasmánia             | S. Svozilová                            |
| Carolina             | N. Bártů                                |
| Patrick Christchurch | A. Nálevka                              |
| Thomas Batha         | J. Skřivan                              |
| Wu-Fang              | B. Rádl                                 |
| Šolomoun Cook        | J. Gruss                                |
| Lodník               | K. Hyksa                                |
| Třetí strážník       | J. Gradwohl                             |
| Halmahera            | J. Švabíková                            |
| Kozoroh              | J. Voskovec                             |
| Rak                  | J. Werich                               |
| Ostrované            | Bartůněk, Gradwohl, Mottl, Veselý, Zora |
| Ostrovanky           | Jenčíkovy girls                         |

## Děj
Děj se odehrává na ostrově, kde se shromáždili domorodci, modlící se ke svému bohu Velkému Dynamitu, aby je zbavil zlých otrokářů. Princezna Tasmánie burcuje lid k povstání dříve, než sopka zaplaví celý ostrov růžovou párou lásky, což se děje každých 50 let, a pod tímto dojmem nebudou schopni bojovat. Běloška Carolina a reverend Christchurch se milují a chtějí se vzít. Zlý kapitalista Batha nemůže najít plánek ostrova, kde má zakreslenou polohu své chaty, na které si ukryl plynovou masku, aby se nenadýchal rajského plynu lásky, protože to s k vykořisťovateli nehodí. K ostrovu dorazí loď kapitána Cooka, který vymění svůj majetek za hledanou mapu ostrova, kterou černoši ukradli Bathovi. Rak a Kozoroh jsou rovněž bílí plantážníci, ohrožení povstáním. Všichni se sejdou na chatě, Cook podle mapy, Kozoroh a Rak náhodou. Při vzájemné likvidaci chaty osvobodí uvězněnou královnu ostrova Halmaheru, kterou zde schoval Thomas Batha. Chata je obklíčena a v přestřelce rozestřílí i jedinou plynovou masku na ostrově, takže ani zlý běloch se neubrání rajským plynům lásky. Thomas Batha s ruským utečencem, převlečeným za Číňana, se chystají bednou dynamitu vyhodit vrchol sopky do vzduchu, aby zabránili úniku rajského plynu. Tasmánie chce Bathu zabít, Batha chce zabít Tasmanii, Halmahera jim to překazí. Do toho konečně vybuchne sopka a zaplaví všechny láskou.

## Hudba
Písně ze hry: Nic není, Tmavomodrý svět, Zasu.

### Nahrávky
Některé písně a orchestrální skladby byly v roce 1930 zaznamenány na gramofonové desky firmy Ultraphon:
1. Nic není (That’s You Baby), Con Conrad, Sidney D. Mitchell a Archie Gottler / Voskovec a Werich, zpívá Ferenc Futurista, dirigent neuveden, nahráno 19. 3. 1930
2. Tmavomodrý svět, Jaroslav Ježek / Voskovec a Werich, zpívají V+W, klavír a dirigent Jaroslav Ježek, nahráno v prosinci 1930
3. Zasu, Jaroslav Ježek / Voskovec a Werich, zpívají V+W, dirigent Jaroslav Ježek, nahráno v prosinci 1930[1][2]